# N.W.A
N.W.A（原為Niggaz Wit Attitudes，後多採用縮寫N.W.A），無官方譯名，華人世界有自媒體翻譯為尼哥有態度，少數翻譯為有態度的黑人，是來自美國加州洛杉磯的嘻哈團體。他們是幫派饒舌流派最早、最重要的的推手和極具爭議性的人物，一般被廣泛認為是嘻哈音樂史上最偉大且最有影響力的團體之一。
自1986年成立至1991年解散期間，N.W.A因其露骨的歌詞而屢受爭議，這些歌詞被認為不尊重女性，以及對毒品和犯罪的美化，也因此其音樂被許多美國主流廣播電台禁播。儘管如此，僅只算在美國的銷量，N.W.A也已售出超過1000萬張唱片。憑藉他們自己受到的種族歧視和警方過度執法，奠定了團體音樂涉及政治的本質。他們因對警政系統的深仇大恨而聞名，而這也引起了雙方的爭端不斷。
1986年成立時的原陣容有阿拉伯王子、Dr. Dre、Eazy-E和冰塊酷巴，DJ Yella和MC Ren是後來才加入的。1988年，在發行了他們的首張錄音室專輯《衝出康普頓》後不久，Arabian Prince便退出團體，而冰塊酷巴也對此事於隔年12月提起訴訟。Eazy-E、冰塊酷巴、MC Ren和Dr. Dre的個人作品在1990年代都獲得了白金銷量認證。《衝出康普頓》象徵著新幫派饒舌時代的開始，其歌詞的創作及社會批判意涵對於此流派帶來革命性的發展。N.W.A的第二張錄音室專輯《Niggaz4Life》是第一張在《告示牌》二百大專輯榜上排名第一的硬核饒舌專輯。
《滾石雜誌》將他們名列於滾石雜誌百大藝人榜單的第83名。在經過三次提名後，N.W.A在2016年入選搖滾名人堂。

## 成員列表
- Arabian Prince（英语：Arabian Prince） (1986–1988)
- DJ Yella（英语：DJ Yella） (1986–1991、1998–2000)
- Dr. Dre (1986–1991、1998–2000)
- Eazy-E (1986–1991；1995年去世)
- 冰塊酷巴 (1986–1989、1998–2000)
- MC Ren（英语：MC Ren） (1988–1991、1998–2000)

## 作品列表

### 錄音室專輯
- 《衝出康普頓（英语：Straight Outta Compton）》（1988年8月8日）
- 《Niggaz4Life（英语：Niggaz4Life）》（1991年5月28日）

### 精選專輯
- 《N.W.A. and the Posse（英语：N.W.A. and the Posse）》（1987年11月6日）

### 迷你專輯
- 《100 Miles and Runnin'（英语：100 Miles and Runnin'）》（1990年8月14日）

## 相关
- 2015年美国电影《冲出康普顿》